# Leverstoot
Een leverstoot is een zeer effectieve stoot uit de vechtsport, voornamelijk het boksen. Een leverstoot misleidt de gemiddelde toeschouwer, omdat de stoot kort is en snel wordt uitgevoerd. De stoot wordt meestal met de linkerhand uitgevoerd via een zijwaartse beweging afgemaakt met een linkerhoek naar het lichaam. 
De stoot wordt meestal opwaarts naar de onderkant van het schouderblad in de richting van de ruggengraat, onder en op de negende en tiende rib, gemaakt. 
De lever is een van de grootste vitale organen. Het effect van een leverstoot is misselijkmakend. De lever -het grootste interne orgaan van het menselijk lichaam- krijgt een oplawaai en een vechter snakt vaak naar adem. Vaak is het een vechter onmogelijk een gevecht voort te zetten na een goed geplaatste leverstoot, omdat deze een algehele impact op de vechter heeft. Een rake leverstoot stelt doorgaans elke vechter meteen buiten gevecht. 
Een leverstoot wordt vaak min of meer onopzettelijk geplaatst. Een linkerhoek wordt naar het lichaam geplaatst, de tegenstander verweert zich door zijn ellebogen naar beneden te bewegen en met de stoot mee te draaien, waardoor de rug onbeschermd blijft. 